# Гільдон
Гільдон (лат. Gildo) — ватажок сепаратистського руху в римській Африці кінця IV ст., син Нубеля, брат Фірма.
Під час повстання свого брата Фірма проти римського панування перейшов на бік римлян, які після перемоги передали йому маєтки вбитого брата і владу над мавретанськими племенами Західної Кабілії (375). У 385 році імператор Феодосій призначив Гільдона комітом Африки, підпорядкувавши йому й римські війська, розквартировані в африканських провінціях. Однак новий коміт одразу ж почав проводити власну політичну лінію, спрямовану на усамостійнення Африки від імперії. У своїх діях Гільдон спирався на великих землевласників, принаймні на тих, хто був незадоволений владою імперії, та донатистську церкву — його найближчим соратником був єпископ Тімгада Оптат. Під час боротьби Феодосія з Магном Максимом (388), останній отримував хліб з Африки. Натомість під час війни з Євгенієм (392—394 рр.) Гільдон спочатку відмовив імператору у військовій допомозі, потім — затримував виплату податків, а після смерті Феодосія (395) взагалі припинив постачання зерна до Італії. Щоб надати легальної форми своїм сепартатистським діям, бунтівний коміт намагався оголосити Африку частиною Східної Римської імперії, сподіваючись, що підпорядкування Константинополю буде суто формальним. Водночас Гільдон карбував монету із зображенням імператора Західної імперії Гонорія.
Ставши фактичним володарем Африки, Гільдон взявся за перерозподіл земельної власності. Землі, що належали імператору та власникам, які жили за межами Африки були конфісковані. Частина їх перейшла до рук самого Гільдона, інші — роздавалися або ж продавалися його прихильникам, що лише зміцнило стосунки узурпатора з місцевими магнатами — особливо бізаценськими. Натомість опозиція новій владі спиралася на муніципальні кола Карфагена і інших провінційних міст.
Перспектива голоду змусила владу Західної імперії до рішучих дій. Сенат оголосив Гільдона «ворогом римського народу», а регент Стіліхон спрямував до Африки військо, на чолі якого став брат коміта Масцезель, що «вчасно» втік до Італії (398). Не відчуваючи себе впевнено в урбанізованій Зевгітані, Гільдон відступив до Бізацени. Для вирішальної битви була обрана місцевість під Аммедарою. Проте мавретанські загони, не чекаючи її початку, перейшли на бік Масцезеля і Гільдон змушений був рятуватися втечею — до Табарки, звідки він намагався відплисти на схід. Але несприятливий вітер не дозволив йому зробити це одразу, тож місцеві мешканці захопили узурпатора в полон. Зрозумівши, що виходу немає, Гільдон наклав на себе руки.